# اسلواک (آرکانزاس)
اسلواک (به انگلیسی: Slovak) یک منطقهٔ مسکونی در ایالات متحده آمریکا است که در شهرستان پریری، آرکانزاس واقع شده‌است. اسلواک ۶۷٫۰۶ متر بالاتر از سطح دریا واقع شده‌است.